# Бус, Билл
Билл Бус (Bill Booth) — американский изобретатель, основатель нескольких фирм-производителей парашютов, в настоящее время руководитель United Parachute Technologies. Наиболее известен как автор системы 3 Ring, радикально изменившей уровень безопасности спортивного парашютизма, и ряда других изобретений, как, например, мягкой медузы. Один из самых плодовитых изобретателей в парашютном спорте.

## Изобретения

### 3 Ring
Самым известным и широко распространенным изобретением стало кольцевое замковое устройство (КЗУ), представленное Биллом в 1977 году. КЗУ представляет собой три кольца разной ширины продетых друг в друга и зафиксированных петлей. КЗУ позволяет снизить передачу механического усилия в 200 раз. КЗУ настолько упростил отцепку и сделал её безопасной, что в течение нескольких лет устройство стало де-факто стандартом. Устройство было запатентовано, однако Бус получал только символический 1 доллар с каждого устройства. Патент на 3 Ring истек в 2000 году.
Любопытно, что за 30 прошедших лет неоднократно предпринимались попытки улучшить первоначальный дизайн 3 Ring, однако все они оказывались хуже первоначального дизайна. Наиболее известной модификацией были развернутые кольца на ранцах фирмы «Parachute de France», которые постоянно критикуются за отказы. Крайне "специфическую" известность приобрела советская модификация замка КЗУ, например на ранце Талка-С.
Современный «mini» 3 Ring является лишь пропорциональным уменьшением старого 3 Ring, теперь известного как «большой» 3 Ring. КЗУ стоит на каждом спортивном парашюте, и на многих десантных парашютах.

### Мягкая медуза
Это первое широко распространившееся изобретение Билла Буса, хотя и не самое известное. Ввод вытяжного парашюта рукой напрямую в поток позволил значительно упростить и ускорить укладку основного парашюта. Сегодня большинство спортивных парашютов имеют карман BOC (bottom of container) для мягкой медузы.

### Система Skyhook RSL
В 2003 году Билл Бус разработал и широко внедрил систему Скайхук, сразу ставшей наиболее популярной системой ассистирования раскрытия запасного парашюта при отцепке основного.

### Другие изобретения
Sigma система
Система отцепки дрога для тандем-систем.
Ранец WonderHog
Ранние парашютные системы имели крепление запасного парашюта спереди, на животе. Несмотря на то, что перенос контейнера на спину был лишь вопросом времени и уменьшения размеров парашютов, а первые ранцы с тандемной компоновкой «Запаска над Основным» появились ещё в 1964 году, стоит отметить среди первых таких систем и ранец WonderHog.
Клапана на магнитах
Относительно новое изобретение.
Кольцо запасного парашюта с растягивающейся стропой
Одно из самых новых, и пока спорных изобретений. Основная идея состоит в том, что кольцо запасного парашюта часто случайно выбивают во время отделения группы от самолёта, и это регулярно приводит к травмам и столкновениям с самолётом. Кольцо с растягивающейся стропой намного сложнее случайно выбить.